# 信近春城
信近 春城（のぶちか しゅんじょう、1885年〈明治18年〉‐1910年〈明治43年〉2月5日）は明治時代の日本画家。

## 略歴
1885年に岡山県に生まれる。始め大阪の日本画家の深田直城に入門し、14歳で後素会主催の第2回絵画共進会に出品する。後に菊池芳文、橋本雅邦に師事した。歴史画を得意としており、各種の絵画共進会や内国勧業博覧会において活躍している。

## 主な作品
1903年（明治36年）の第5回内国勧業博覧会で『傾城傾国美』が3等賞を獲得、二葉会第3回展覧会に『清楚』（1905年）、1906年は同展第4回『酔李白』（2等賞一席）と真美会第5回展覧会に『宵月』を出品（銀牌受賞）、1907年（明治40年）に国画玉成会の結成に参加する。また、同年の第1回文展に『釈迦に頻王』を出品、3等賞を獲得した。
1910年2月5日、享年26で死去。

## 関連文献
- 「現今皇国各派」『古今名家改正南画一覧』、大国有誠 (編輯)、京都：江南金治郎（有美堂）、1902年（明治35年）。5-A
- 「近代国画各派名家」『大日本絵画著名大見立』、仙田半助 (編輯)、1902年（明治35年）。2-A
- 「信近春城」『日本書画名覧』、樋口傳 (編輯)、東京：書画骨董雑誌社、1908年（明治41年）。3-D